# Speloncato
Speloncato (in corso Speloncatu) è un comune francese di 290 abitanti situato nel dipartimento dell'Alta Corsica nella regione della Corsica.

## Società

### Evoluzione demografica
Abitanti censiti